# Сузоп
Сузо́п (рос. Сузоп) — село у складі Солтонського району Алтайського краю, Росія. Адміністративний центр Сузопської сільської ради.

## Населення
Населення — 725 осіб (2010; 920 у 2002).
Національний склад (станом на 2002 рік):
- росіяни — 92 %